# Puygiron
Puygiron est une commune française située dans le département de la Drôme, en région Auvergne-Rhône-Alpes.

## Géographie

### Localisation
Puygiron est située à 9 km à l'est de Montélimar.

### Hydrographie
La commune est arrosée par le Jabron.

### Climat
Pour des articles plus généraux, voir Climat d'Auvergne-Rhône-Alpes et Climat de la Drôme.
En 2010, le climat de la commune est de type climat méditerranéen franc, selon une étude du Centre national de la recherche scientifique s'appuyant sur une série de données couvrant la période 1971-2000. En 2020, Météo-France publie une typologie des climats de la France métropolitaine dans laquelle la commune est exposée à un climat méditerranéen et est dans la région climatique  Provence, Languedoc-Roussillon, caractérisée par une pluviométrie faible en été, un très bon ensoleillement (2 600 h/an), un été chaud (21,5 °C), un air très sec en été, sec en toutes saisons, des vents forts (fréquence de 40 à 50 % de vents > 5 m/s) et peu de brouillards. 
Pour la période 1971-2000, la température annuelle moyenne est de 13,1 °C, avec une amplitude thermique annuelle de 18,1 °C. Le cumul annuel moyen de précipitations est de 891 mm, avec 6,9 jours de précipitations en janvier et 4 jours en juillet. Pour la période 1991-2020, la température moyenne annuelle observée sur la station météorologique de Météo-France la plus proche, « Montboucher-S-Jabron », sur la commune de Montboucher-sur-Jabron à 3 km à vol d'oiseau, est de 13,6 °C et le cumul annuel moyen de précipitations est de 915,0 mm,. Pour l'avenir, les paramètres climatiques de la commune estimés pour 2050 selon différents scénarios d'émission de gaz à effet de serre sont consultables sur un site dédié publié par Météo-France en novembre 2022.

## Urbanisme

### Typologie
Au 1er janvier 2024, Puygiron est catégorisée commune rurale à habitat dispersé, selon la nouvelle grille communale de densité à 7 niveaux définie par l'Insee en 2022.
Elle est située hors unité urbaine. Par ailleurs la commune fait partie de l'aire d'attraction de Montélimar, dont elle est une commune de la couronne,. Cette aire, qui regroupe 45 communes, est catégorisée dans les aires de 50 000 à moins de 200 000 habitants,.

### Occupation des sols
L'occupation des sols de la commune, telle qu'elle ressort de la base de données européenne d’occupation biophysique des sols Corine Land Cover (CLC), est marquée par l'importance des territoires agricoles (58,7 % en 2018), une proportion identique à celle de 1990 (58,7 %). La répartition détaillée en 2018 est la suivante : 
zones agricoles hétérogènes (56,1 %), forêts (41,3 %), terres arables (2,5 %). L'évolution de l’occupation des sols de la commune et de ses infrastructures peut être observée sur les différentes représentations cartographiques du territoire : la carte de Cassini (XVIIIe siècle), la carte d'état-major (1820-1866) et les cartes ou photos aériennes de l'IGN pour la période actuelle (1950 à aujourd'hui).

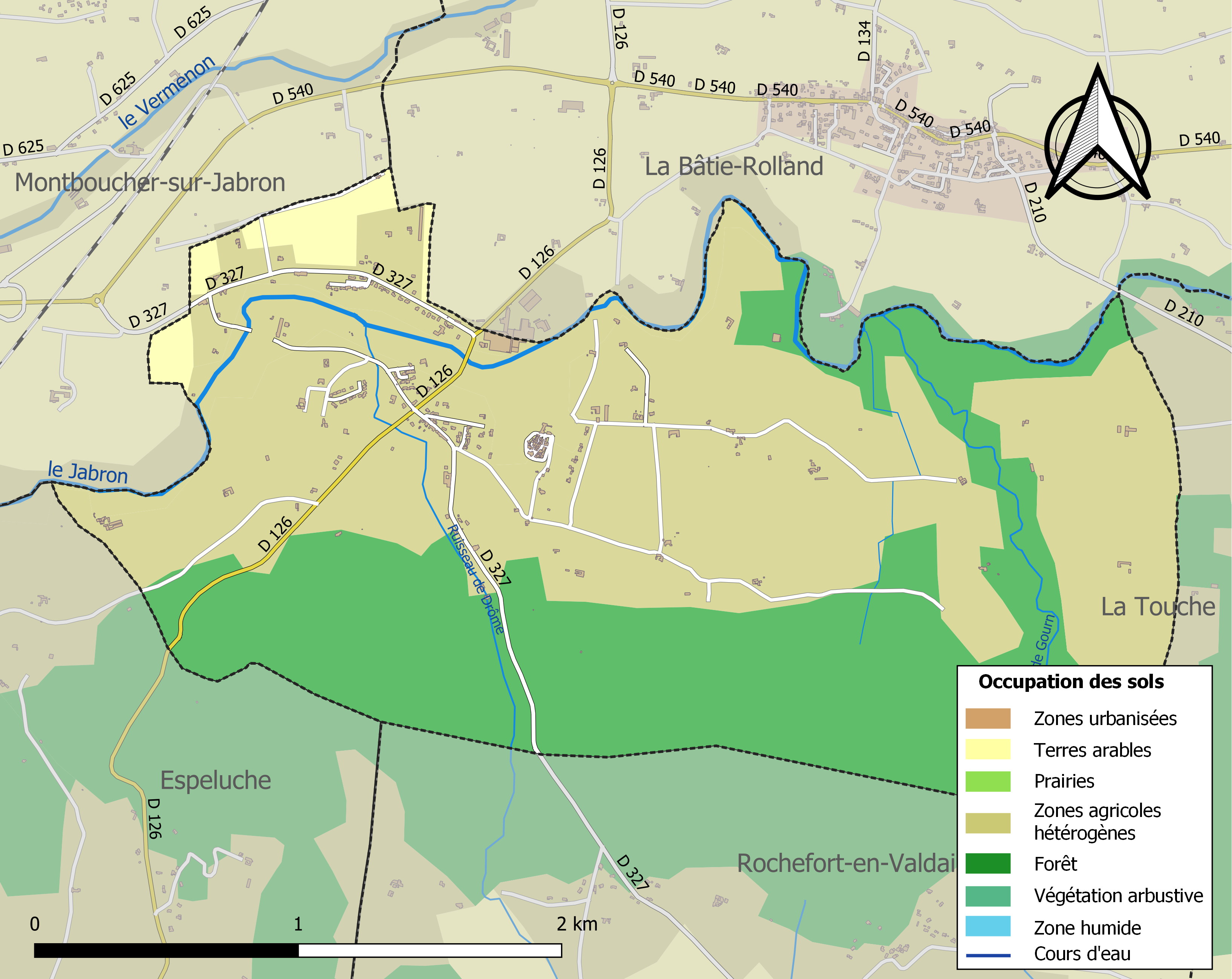
Carte des infrastructures et de l'occupation des sols de la commune en 2018 (CLC).

### Morphologie urbaine
- Village perché (anciennement à vocation défensive)[12].

#### Quartiers, hameaux et lieux-dits
Site Géoportail (carte IGN) :
- Andéol
- Barral
- Béroule
- Brune
- Chapelle Saint-Bonnet
- Crumière
- David
- Deloule
- Grange Neuve
- la Berguière
- la Tuilière
- le Moulin Vieux
- le Poulet
- Magnan
- Mouillac
- Paten
- Pontillard
- Roustan
- Ruas
- Saint-Bonnet
- Viel

Anciens quartiers, hameaux et lieux-dits :
- Amblard est une ferme attestée en 1891[14].

## Toponymie

### Attestations
Dictionnaire topographique du département de la Drôme :
- 1328 : Podium Gironis (choix de documents, 23).
- 1328 : Pigeron (Duchesne, Comtes de Valentinois, 27).
- 1332 : Perdicum Gironis (Gall. christ., XVI, 129).
- 1391 : Puigeron (choix de documents, 278).
- 1443 : castrum Podii Gironis (choix de documents, 278).
- 1467 : Puech Giron (archives municipales de Montélimar).
- 1578 : Piegiron (de Coston, Histoire de Montélimar, II, 242).
- 1626 : mention du prieuré Saint-Bonnet : prioratus Sancti Boniti de Podio Girono (pouillé gén.).
- 1674 : Pegiron (archives de la Drôme, E 6085).
- 1692 : Puygeyron (archives de la Drôme, E 6085).
- 1891 : Puygiron, commune du canton de Montélimar.

## Histoire
Pour un article plus général, voir Histoire de la Drôme.

### Du Moyen Âge à la Révolution
La seigneurie :
- Au point de vue féodal, Puygiron était une terre des Saint-Bonnet.
- 1312 : acquise par les comtes de Valentinois.
- 1343 : donnée aux Rochefort.
- 1349 : passe (par mariage) aux Bésignan.
- 1362 : vendue aux Venterol.
- 1373 : confisquée et donnée aux (d')Enrote.
- 1391 : donnée aux Chero.
- 1446 : donnée aux Valpergue.
- 1458 : vendue aux Alleman.
- 1520 : passe aux Sauvain du Cheylard.
- 1540 : passe aux Bérenger.
- 1655 : vendue aux Vesc.
- Peu après : recouvrée par les Bérenger.
- 1660 : passe aux Bannes, derniers seigneurs.

XIVe siècle : présence d'un atelier monétaire. Des ouvriers faux-monnayeurs y furent brûlés vifs.
Avant 1790, Puygiron était une communauté de l'élection, subdélégation et sénéchaussée de Montélimar.

Elle formait une paroisse du diocèse de Saint-Paul-Trois-Châteaux, dont l'église, dédiée à saint Bonnet, était celle d'un prieuré de l'ordre de Saint-Benoît (filiation de Cluny et de la dépendance de Saint-Marcel-de-Sauzet) qui fut uni à la cure dès le XVIIe siècle, et dont le titulaire avait les dîmes de la paroisse. La collation de la cure appartenait à l'évêque diocésain.

### De la Révolution à nos jours
En 1790, la commune est comprise dans le canton de Sauzet. La réorganisation de l'an VIII (1799-1800) la place dans le canton de Montélimar.

## Politique et administration

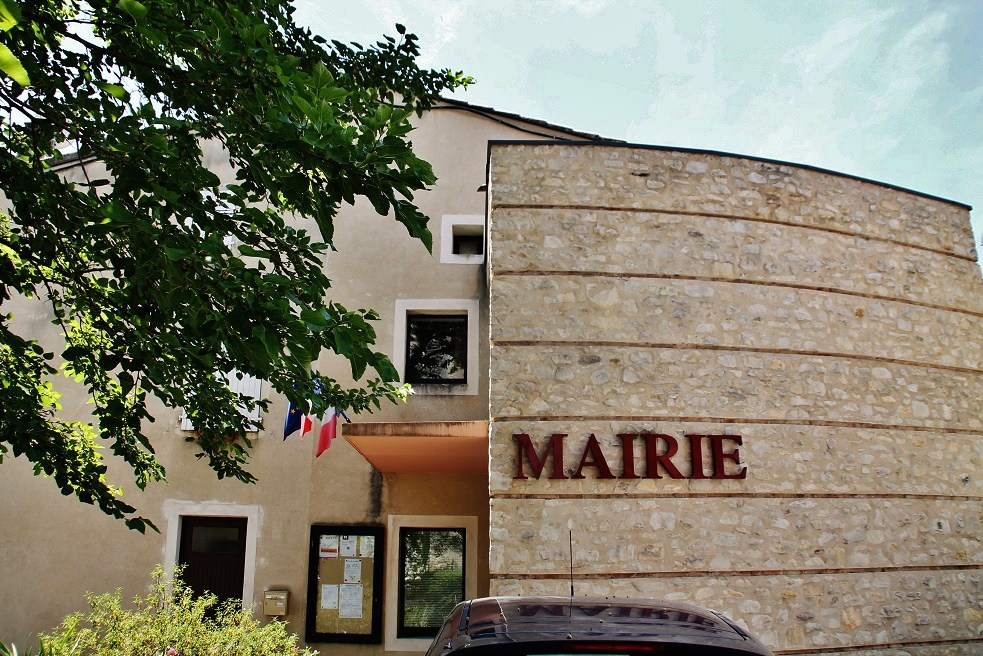
La mairie.

### Liste des maires
| Période                                                                      | Période                       | Identité                             | Étiquette        | Qualité       |
| ---------------------------------------------------------------------------- | ----------------------------- | ------------------------------------ | ---------------- | ------------- |
| Les données manquantes sont à compléter. : de la Révolution au Second Empire |                               |                                      |                  |               |
| 1790                                                                         | 1871                          | ?                                    |                  |               |
| Les données manquantes sont à compléter. : depuis la fin du Second Empire    |                               |                                      |                  |               |
| 1871                                                                         | 1874                          | ?                                    |                  |               |
| 1874                                                                         | 1878                          | ?                                    |                  |               |
| 1878                                                                         | 1884                          | ?                                    |                  |               |
| 1884                                                                         | 1888                          | ?                                    |                  |               |
| 1888                                                                         | 1892                          | ?                                    |                  |               |
| 1892                                                                         | 1896                          | ?                                    |                  |               |
| 1896                                                                         | 1900                          | ?                                    |                  |               |
| 1900                                                                         | 1904                          | ?                                    |                  |               |
| 1904                                                                         | 1908                          | ?                                    |                  |               |
| 1908                                                                         | 1912                          | ?                                    |                  |               |
| 1912                                                                         | 1919                          | ?                                    |                  |               |
| 1919                                                                         | 1925                          | ?                                    |                  |               |
| 1925                                                                         | 1929                          | ?                                    |                  |               |
| 1929                                                                         | 1935                          | ?                                    |                  |               |
| 1935                                                                         | 1945                          | ?                                    |                  |               |
| 1945                                                                         | 1947                          | ?                                    |                  |               |
| 1947                                                                         | 1953                          | ?                                    |                  |               |
| 1953                                                                         | 1959                          | ?                                    |                  |               |
| 1959                                                                         | 1965                          | ?                                    |                  |               |
| 1965                                                                         | 1971                          | ?                                    |                  |               |
| 1971                                                                         | 1977                          | ?                                    |                  |               |
| 1977                                                                         | 1983                          | ?                                    |                  |               |
| 1983                                                                         | 1989                          | ?                                    |                  |               |
| 1989                                                                         | 1995                          | ?                                    |                  |               |
| 1995                                                                         | 2001                          | ?                                    |                  |               |
| 2001                                                                         | 2006                          | Michel Locatelli                     |                  |               |
| 2006 (élect. partielle ?)                                                    | 2008                          | Jean-Paul Sauvan                     |                  |               |
| 2008                                                                         | 2014                          | Loïc Charpenet                       | (Sans étiquette) | fonctionnaire |
| 2014                                                                         | 2020                          | Loïc Charpenet                       |                  | maire sortant |
| 2020                                                                         | En cours (au 17 février 2021) | Régina Campello[source insuffisante] |                  |               |

## Population et société

### Démographie
L'évolution du nombre d'habitants est connue à travers les recensements de la population effectués dans la commune depuis 1793. Pour les communes de moins de 10 000 habitants, une enquête de recensement portant sur toute la population est réalisée tous les cinq ans, les populations de référence des années intermédiaires étant quant à elles estimées par interpolation ou extrapolation. Pour la commune, le premier recensement exhaustif entrant dans le cadre du nouveau dispositif a été réalisé en 2008.

En 2022, la commune comptait 447 habitants, en évolution de +6,18 % par rapport à 2016 (Drôme : +2,64 %, France hors Mayotte : +2,11 %).
| 1793 | 1800 | 1806 | 1821 | 1831 | 1836 | 1841 | 1846 | 1851 |
| ---- | ---- | ---- | ---- | ---- | ---- | ---- | ---- | ---- |
| 213  | 101  | 239  | 298  | 354  | 392  | 400  | 402  | 407  |

| 1856 | 1861 | 1866 | 1872 | 1876 | 1881 | 1886 | 1891 | 1896 |
| ---- | ---- | ---- | ---- | ---- | ---- | ---- | ---- | ---- |
| 390  | 399  | 425  | 426  | 371  | 343  | 342  | 332  | 338  |

| 1901 | 1906 | 1911 | 1921 | 1926 | 1931 | 1936 | 1946 | 1954 |
| ---- | ---- | ---- | ---- | ---- | ---- | ---- | ---- | ---- |
| 323  | 295  | 281  | 224  | 241  | 206  | 204  | 205  | 192  |

| 1962 | 1968 | 1975 | 1982 | 1990 | 1999 | 2006 | 2008 | 2013 |
| ---- | ---- | ---- | ---- | ---- | ---- | ---- | ---- | ---- |
| 187  | 191  | 275  | 293  | 315  | 347  | 405  | 422  | 410  |

| 2018 | 2022 | - | - | - | - | - | - | - |
| ---- | ---- | - | - | - | - | - | - | - |
| 446  | 447  | - | - | - | - | - | - | - |

### Enseignement
La commune est rattachée à l'académie de Grenoble.

### Manifestations culturelles et festivités
- Fête : le premier dimanche après le 29 août[12].

### Médias
Le territoire de la commune se situe dans l'aire de diffusion de plusieurs médias :
- Presse écrite
  - Le Dauphiné libéré, quotidien régional qui consacre, chaque jour, y compris le dimanche, dans son édition de « Romans et Drôme des collines » un ou plusieurs articles à l'actualité du canton et de la commune, ainsi que des informations sur les éventuelles manifestations locales, les travaux routiers, et autres événements divers à caractère local.
  - L'Agriculture Drômoise, journal d'informations agricoles et rurales, couvre l'ensemble du département de la Drôme.
  - Drôme Hebdo (ancien Peuple Libre), hebdomadaire chrétien d'informations.
- Presse audio-visuelle
  - Ici Drôme Ardèche est une radio publique diffusée sur son territoire et celui du département.

### Cultes
La communauté catholique et l'église de la commune sont rattachées à la Paroisse Paroisse Sainte Anne sur Roubion et Jabron qui dépend du diocèse de Valence, doyenné de Cléon-d'Andran.

## Économie

### Agriculture
En 1992 : vignes, céréales, ovins.

## Culture locale et patrimoine

### Lieux et monuments
- Chapelle Saint-Bonnet du XIe siècle (MH), ancien prieuré bénédictin[12].
- Château (XIIIe siècle et Renaissance) (MH) : deux tours[12] (ou quatre tours d'angle avec enceinte restaurée[réf. nécessaire]).

Propriété de la famille de Pontcharra, descendante des Banne de Puygiron. Jean Charles Frédéric du Port, marquis de Pontcharra (1767-1854) avait épousé le 29 décembre 1786 Paule-Lucrèce de Banne (1765-1841), sœur de Charles-Sébastien de Banne, dernier marquis de Puygiron. Elle héritera le château de Puygiron, à la mort de celui-ci, le 5 mars 1836[réf. nécessaire].
- Église Saint-Bonnet de Puygiron du XIXe siècle[12].

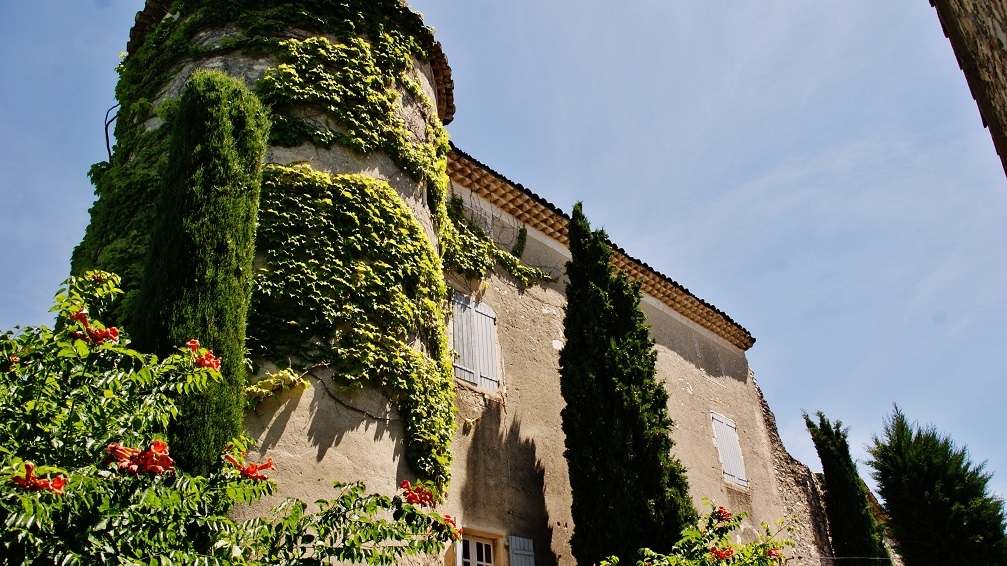
Le château.
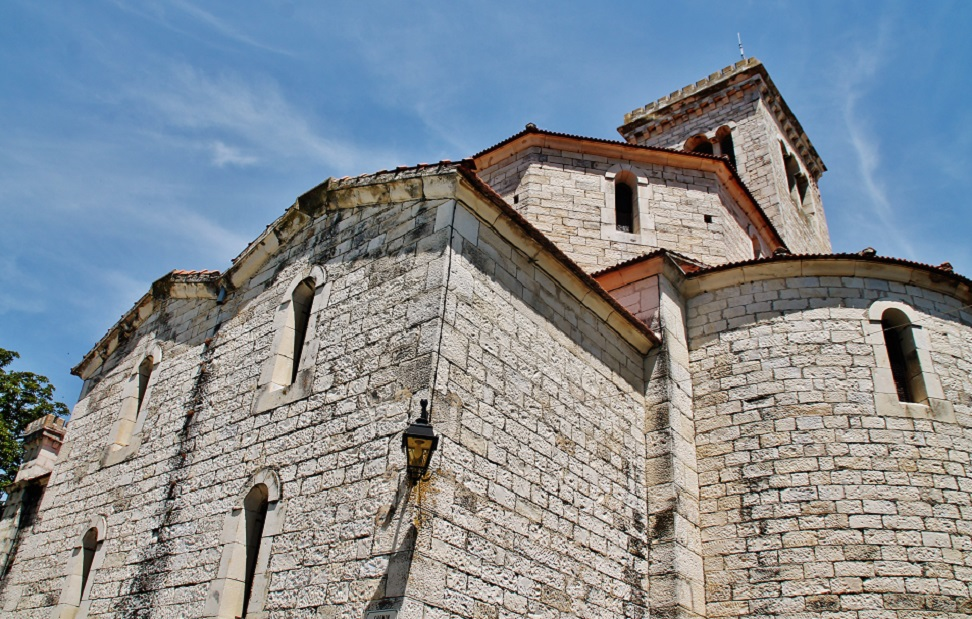
L'église paroissiale Saint-Bonnet.

### Héraldique, logotype et devise
| Blason de Puygiron | Blason  | D'azur, aux trois croissants adossés d'argent posés en pairle renversé. |
| Blason de Puygiron | Détails | Le statut officiel du blason reste à déterminer.                        |